# Fylogeografi

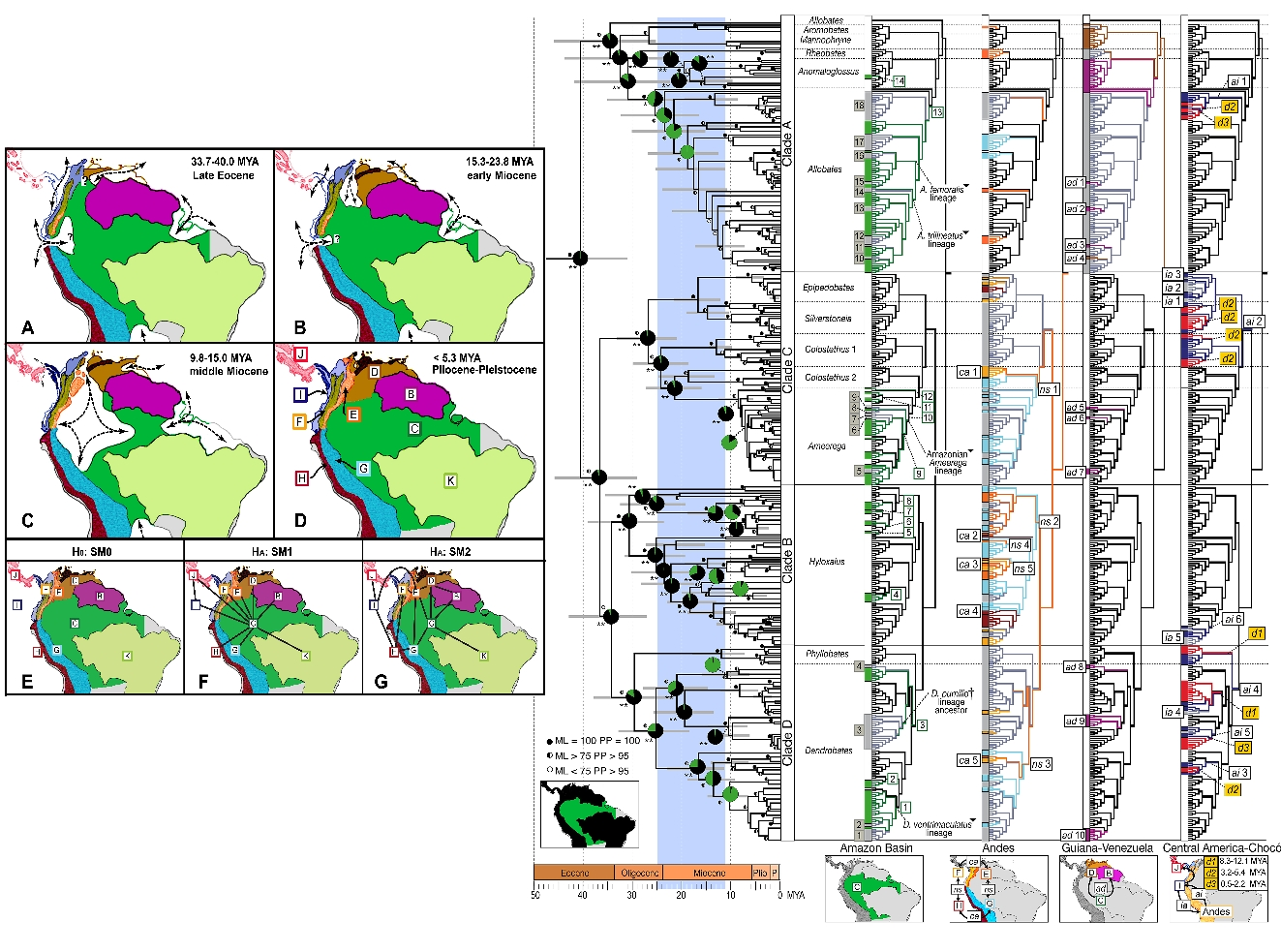
En fylogeografisk bild av utvecklingslinjerna för Sydamerikanska pilgiftsgrodor. Kartorna till vänster visar de huvudsakliga biogeografiska regionernas förändringar över tid. Illustrationen till höger visar grodornas utvecklingslinjer i förhållande till deras biogeografiska ursprung.

Fylogeografi är studiet av historiska processer som kan vara orsak till nuvarande geografiskt utbredningsmönster, men även cykliska förflyttningar, för arter eller grupper av arter. Fylogeografiska studier sker i ljuset av studiet av genetiska strukturer och släktskap.
Termen fylogeografi myntades 1987 men som forskningsfält har studiet förekommit mycket längre. Termen introducerade för att beskriva geografiskt strukturerade genetiska markörer inom och bland arter. Det specifika fokuset på artens biogeografiska förflutna skiljer fylogeografi från klassisk populationsgenetik och fylogenetik.
Exempel på historiska skeenden som kan vara av betydelse är expanderande populationer, minskande populationer, flaskhalseffekter, migration och olika varianter där populationer geografiskt isoleras från varandra.